# Linia kolejowa Ryga – Jełgawa
Linia kolejowa Ryga – Jełgawa – linia kolejowa na Łotwie łącząca stację Ryga Pasażerska ze stacją Jełgawa.
Linia na całej długości jest zelektryfikowana i dwutorowa.

## Historia
Linia powstała w 1868. Początkowo leżała w Imperium Rosyjskim, w latach 1918–1940 położona była na Łotwie, następnie w Związku Sowieckim (1940–1991). Od 1991 ponownie znajduje się w granicach niepodległej Łotwy.
W 1950 zelektryfikowany został odcinek Ryga – Torņakalns (wraz z dalszą częścią do Dubulti był to pierwszy zeletryfikowany odcinek kolei na Łotwie). W 1972 sieć trakcyjną przedłużono do Jełgawy.